# 몰리 베어
몰리 베어(Molly Bair, 1997년 ~ )는 미국의 모델이다.